# Eunice tenuicirrata
Eunice tenuicirrata är en ringmaskart som först beskrevs av Addison Emery Verrill 1900.  Eunice tenuicirrata ingår i släktet Eunice och familjen Eunicidae.
Artens utbredningsområde är Mexikanska golfen. Inga underarter finns listade i Catalogue of Life.